# Cheyenne Olivier
Pour les articles homonymes, voir Olivier (homonymie).
Nastasia Verdeil dite Cheyenne Olivier, originaire d'Orègue (Pyrénées-Atlantiques),, est une autrice et illustratrice d'albums pour enfants et de bandes dessinées française.

## Biographie et carrière
La fin de ses études secondaires se déroule au lycée René Cassin de Bayonne, où elle passe en 2012 son baccalauréat en terminale L avec la mention « très bien ». La même année, elle présente le concours général dans la spécialité « arts plastiques », remporte le premier prix, qu'elle reçoit des mains du Ministre de l'Éducation nationale Vincent Peillon, et intègre l'école supérieure des arts et industries graphiques (école Estienne), établissement municipal de la ville de Paris où, à l'issue de sa scolarité, elle obtient le diplôme national des métiers d'art, dans l'option illustration.
En 2016, elle est étudiante à la haute École des arts du Rhin. En décembre 2021, elle est doctorante à l’université de Tours et à l’école supérieure d'art et de design d'Orléans. 
Elle aborde la vie active en fondant en 2020 une entreprise individuelle sous l'enseigne « Cheyenne Olivier », exerçant des activités spécialisées de design. Elle se met surtout au service de questions sociales, environnementales, écologiques,,.

## Œuvre

### En tant qu'autrice
- 2021 : Cheyenne Olivier, « Nina Goga, Sarah Hoem Iversen & Anne-Stefi Teigland (eds.), Verbal and visual strategies in nonfiction picturebooks. Theoretical and analytical approaches », OpenEdition Journals,‎ 3 décembre 2021 (OCLC 9455807947, DOI https://doi.org/10.4000/strenae.8924, lire en ligne, consulté le 3 septembre 2022)
- 2021 : (en) Abhijit Banerjee (ill. Cheyenne Olivier), Cooking to save your life, New Delhi, Juggernaut, 2021, 277 p. (ISBN 9789391165468, OCLC 1290810624, présentation en ligne)
- 2021 : (en) Abhijit Banerjee (Abhijit Banerjee, a Nobel laureate in economics, is Professor of Economics at MIT) et Cheyenne Olivier (Cheyenne Olivier is an artist and illustrator), « The results are in, but is it good news? », sur www.arabnews.com, Arab News, Djeddah, 23 décembre 2021 (consulté le 3 septembre 2022).
- 2022 : (es) Abhijit Banerjee et Cheyenne Olivier, « Pensadores 2022 : Que 2022 sea un año de resultados, sin excusas », El Espectador (Colombia),‎ 12 janvier 2022 (OCLC 9386365187).

### En tant qu'illustratrice
- 2014 : Elle participe à la confection d’un carnet de bal pour le spectacle de Jeff Mills produit dans le cadre de la Nuit blanche de 2014 au parc André-Citroën [3].
- 2022 Abhijit V Banerjee, lauréat du prix Nobel d'économie en 2019 pour ses travaux sur la pauvreté, lui confie l'illustration de son livre de recettes: "Cooking to Save Your Life" (Juggernaut Books Editor) |Voir sa présentation: site= https://www.youtube.com/watch?v=59xKy5fNl8o
- 2022 et 2023 : Esther Duflo, lauréate du prix Nobel d'économie en 2019 pour ses travaux sur la pauvreté, lui confie la réalisation des illustrations d'une série de dix albums destinés à expliquer la pauvreté aux enfants de 5 ans et plus. Les cinq premiers sont publiés en septembre 2022, les cinq autres sont prévus pour septembre 2023. Pour dessiner la pauvreté, Cheyenne Olivier s'inspire librement de l’univers visuel des graphiques économiques[8],[10]. Au cours du grand entretien d'Esther Duflo avec Nicolas Demorand sur France Inter le 2 septembre 2022, Cheyenne Olivier est citée à plusieurs reprises[11].
  - Esther Duflo (ill. Cheyenne Olivier), Afia Qui saura la guérir ?, Paris, Le Seuil, coll. « Seuil jeunesse / La pauvreté expliquée par Esther Duflo », 2022 (ISBN 9791023516210)
  - Esther Duflo (ill. Cheyenne Olivier), Bibir Un coup de pouce pour la sorcière, Paris, Le Seuil, coll. « Seuil jeunesse / La pauvreté expliquée par Esther Duflo », 2022 (ISBN 9791023516869)
  - Esther Duflo (ill. Cheyenne Olivier), Neso et Najy Même pas peur de la grande ville !, Paris, Le Seuil, coll. « Seuil jeunesse / La pauvreté expliquée par Esther Duflo », 2022 (ISBN 9791023516227)
  - Esther Duflo (ill. Cheyenne Olivier), Nilou Fini l'école buissonnière !, Paris, Le Seuil, coll. « Seuil jeunesse / La pauvreté expliquée par Esther Duflo », 2022 (ISBN 9791023516203)
  - Esther Duflo (ill. Cheyenne Olivier), Oola En avant les élections !, Paris, Le Seuil, coll. « Seuil jeunesse / La pauvreté expliquée par Esther Duflo », 2022 (ISBN 9791023516876)

## Distinctions
- 2015 : Prix Avenir Métiers d’Art, Nastasia Verdeil lauréate du niveau III pour l'illustration d'un ouvrage à tirage limité, Vie et visage[12]
- 2016 : Festival international de la bande dessinée d'Angoulême – Prix Jeunes talents 2016, 1re lauréate Cheyenne Olivier, Fashion victim[13],[4]
- 2017 : Festival d'Angoulême – Cheyenne Olivier est membre du jury Jeunes talents[14]
- 2022 : Participation au Festival de littérature de Jaipur (en) (Inde) pour un ouvrage réalisé en commun avec Abhijit Banerjee, Cooking to save your life[15]